# عباس‌آباد کبوترخان
عباس‌آباد کبوترخان، روستایی از توابع بخش مرکزی شهرستان رفسنجان در استان کرمان ایران است.

## جمعیت
این روستا در دهستان کبوترخان قرار دارد و براساس سرشماری مرکز آمار ایران در سال ۱۳۸۵، جمعیت آن زیر سه خانوار بوده‌است.

## معیشت
این روستا یکی از مراکز مهم تولید پسته در رفسنجان است . اغلب افراد هم در همین بخش یعنی کشاورزی مشغولند.